# Calpúrnia Pisônia
Calpúrnia Pisônia (em latim: Calpurnia Pisonis; ca. 77 a.C.[carece de fontes?] — ?), filha de Lúcio Calpúrnio Pisão Cesonino, foi uma nobre romana, a terceira e última esposa de Júlio César, os quais se uniram em 59 a.C..

## Previsão do assassinato de César
De acordo com fontes históricas, Calpúrnia teve um sonho que previa o assassinato de seu marido  e procurou avisá-lo, mas em vão.
De acordo com Plutarco, ela tinha sonhado que segurava o corpo morto do marido, ou, segundo outras versões, que ela tinha visto uma roupa, votada como presente pelo senado romano, e esta roupa estava rasgada.
Na peça de William Shakespeare, ela sonha com uma estátua de César da qual sangue jorrava. Por ironia, ela também pediu a Bruto que comunicasse ao senado que seu marido estava enfermo, mas César recusou-se a mentir.
Assim que César saiu para o senado, um escravo correu, e pediu proteção a Calpúrnia, dizendo que tinha notícias importantes para César.

## Viúva de César
Após a morte de César nos idos de março em 44 a.C., Calpúrnia entregou todos os papéis pessoais de César, inclusive o seu testamento e possessões preciosas, um total de quatro mil talentos, a Marco Antônio, um dos sucessores de seu marido. Ela jamais voltaria a casar-se.